# Oriónidas
As Oriónidas (português europeu) ou Oriônidas (português brasileiro) são uma chuva de meteoros de actividade moderada. Sua actividade estende-se entre 4 de outubro e 14 de novembro. O máximo de actividade tem lugar a 22 de outubro, ocasião em que a taxa horária zenital pode chegar a 23 meteoros por hora.
Possui meteoros de velocidade alta cujo radiante localiza-se na constelação de Orion. Sua declinação (+16º) próxima do equador permite a sua observação em todo o globo.
O corpo progenitor das oriónidas é o cometa 1P/Halley, um dos cometas mais conhecidos, cuja última passagem teve lugar em 1986. Este cometa periódico dá lugar a outra chuva de meteoros de actividade moderada, denominada Eta Aquáridas, que ocorre em cada ano no mês de Maio.